# Josef Herzig

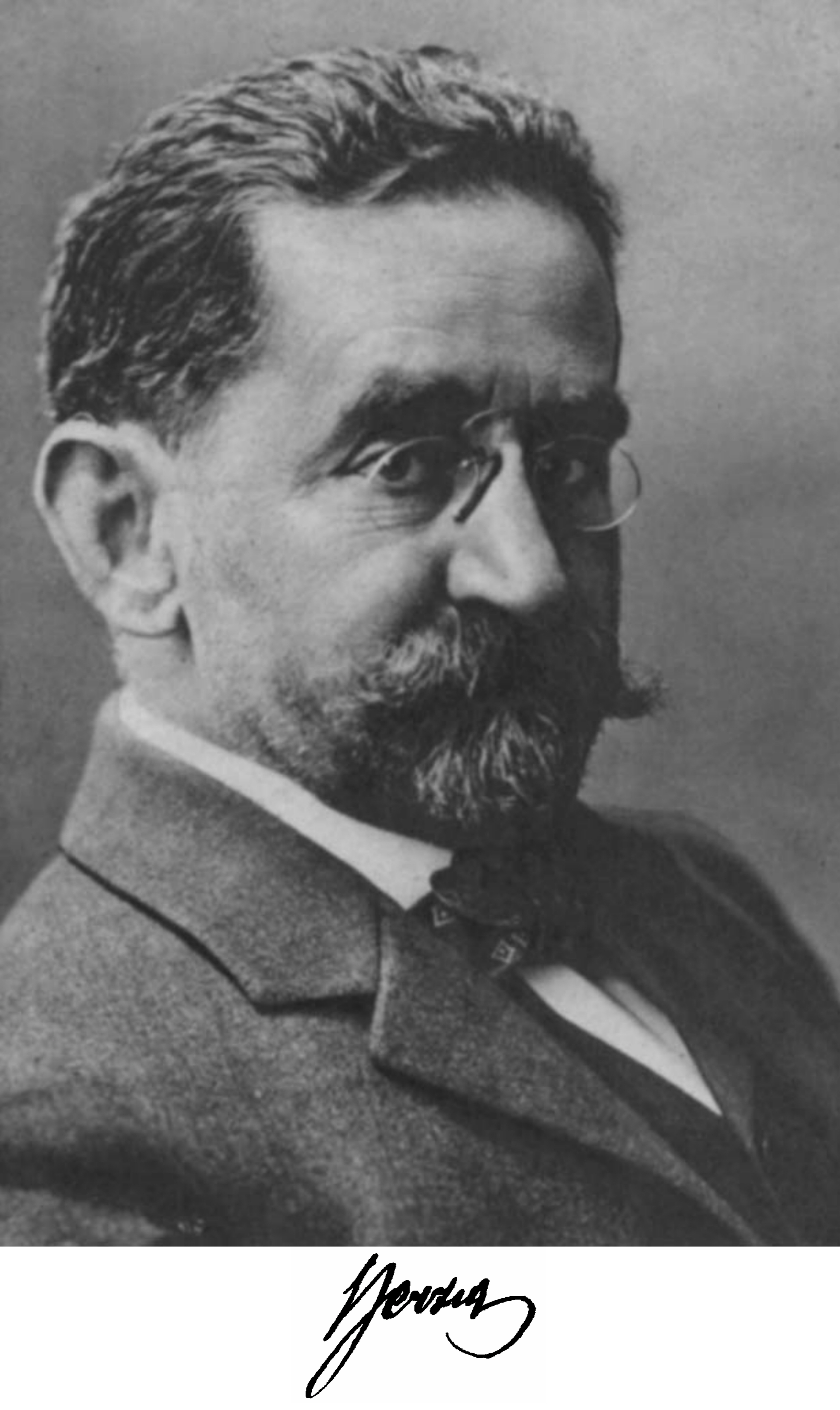
Josef Herzig

Josef Herzig (ur. 25 września 1853 w Sanoku, zm. 4 lipca 1924 w Wiedniu) – austriacki chemik pochodzenia żydowskiego, profesor Uniwersytetu Wiedeńskiego, członek Akademii Nauk w Wiedniu, przyjaciel z lat dzieciństwa Sigmunda Freuda.
Josef Herzig urodził się w 1853 w Sanoku. Był synem właściciela ziemskiego Mendela Herziga i Chany. Uczęszczał do szkoły średniej we Wrocławiu, a później w Wiedniu, gdzie spędził następnie całe dorosłe życie.
W 1874, rozpoczął studia chemiczne na Uniwersytecie w Wiedniu. Od drugiego semestru studiował u prof. Augusta Wilhelma von Hofmanna na Uniwersytecie w Berlinie. Pracę rozpoczął u Roberta Bunsena na Uniwersytecie w Heidelbergu. Tytuł doktora otrzymał na uniwersytecie wiedeńskim w pracowni Ludwiga Bartha. Uchwałą Rady Miejskiej w Sanoku z 1885 został uznany przynależnym do gminy Sanok W 1897 został wykładowcą i profesorem w Laboratorium Chemicznym Uniwersytetu w Wiedniu. W 1898 Herzig i Hans Meyer opracowali metodę ilościowego oznaczania zawartości azotu w związkach organicznych, w których występują grupy metylowe związane z atomem azotu tzw. metoda Herzig-Meyer-Reaktion.
Laureat Nagrody Liebena z 1902. Zmarł 4 lipca 1924 w Wiedniu. Był żonaty z Etką (1859-1936, także pochodząca z Sanoka, córka Saula Pinelesa).